# ISO 3166-2:MV
Kódy ISO 3166-2 pro Maledivy identifikují 19 administrativních atolů a 2 města (stav v roce 2018). První část (MV) je mezinárodní kód pro Maledivy, druhá část sestává ze dvou čísel nebo tří písmen identifikujících atol nebo město.

## Seznam kódů
```
MV-01 město 
Addu

MV-00 
Alif Dhaal

MV-02 
Alif Alif

MV-03 
Lhaviyani

MV-04 
Vaavu

MV-05 
Laamu

MV-07 
Haa Alif

MV-08 
Thaa

MV-12 
Meemu

MV-13 
Raa

MV-14 
Faafu

MV-17 
Dhaalu

MV-20 
Baa
 
MV-23 
Haa Dhaalu

MV-24 
Shaviyani
 
MV-25 
Noonu

MV-26 
Kaafu
 
MV-27 
Gaafu Alif

MV-28 
Gaafu Dhaalu
 
MV-29 
Gnaviyani

MV-MLE město 
Mahé
```